# Gracia Navarro
Gracia Navarro Saldaña (Curicó, 14 de septiembre de 1959) es una psicóloga chilena, especialista en Psicología Educacional, Doctora en Educación, con magíster en Responsabilidad Social Corporativa. Además, tiene un enfoque cognitivo-académico.
Profesora Titular del Departamento Psicología de la Universidad de Concepción, se le atribuye la dirección del Programa de Estudios sobre la Responsabilidad social, desde el año 2002, y del Programa de Enriquecimiento Extracurricular para niños y jóvenes con Talento Académico, desde el año 2004.
Se le conoce por diseñar un modelo de gestión de la responsabilidad social para la Universidad de Concepción, con el cual la Universidad de Concepción fue ganadora del premio Cidere Biobío en coherencia valórica y reconocimiento Telescopi en práctica de gestión de responsabilidad social, el año 2018.

## Biografía
Nació el 14 de septiembre de 1959 en Curicó, Chile, es la sexta hija mujer de una familia de siete hermanos de los cuales una de sus hermanas y sus padres fallecieron. En relación con sus estudios, vivió en Curicó hasta los 17 años, donde realizó sus estudios en el Liceo de Niñas de Curicó, luego viajó a Santiago para estudiar en la Universidad Católica de Chile, en donde se tituló como Psicóloga, especialista en Psicología Educacional. Asimismo, es doctora en Educación, graduada en la Universidad de Concepción en el año 2002 y con magíster en Responsabilidad Social Corporativa, por la Universidad de Barcelona en el año 2006. Es parte de Formadores de la Organización de las Naciones Unidas para la Educación, la Ciencia y la Cultura (UNESCO) en Responsabilidad Social; dado que se formó en Género y Responsabilidad Social y en Educación emocional.
Ingresó a trabajar a la Universidad de Concepción, Chile, en agosto del año 1995 donde en 2022 trabaja como profesora Titular del Departamento de Psicología. Fue académica responsable de las asignaturas de Psicología del Desarrollo y Psicología Educacional, Prácticas profesionales y Seminarios de Título en Psicología educacional. Dentro de su investigación encontramos la Autoevaluación Escolar y su Impacto en el Comportamiento Docente, Individual y Grupal en la Organización Educativa correspondiente a estudios pedagógicos, 2005.

## Aportes a la psicología
Ayudo activamente al desarrollo de la Universidad de Concepción y a la comunidad interna y externa, lo que ha realizado desde la gestión de una Facultad (como Decana de la Facultad de ciencias Sociales, entre los años 2005 y 2008), desde la gestión del Programa Talentos UdeC (desde 2004 a la fecha) y del Programa de Estudios sobre la Responsabilidad Social o PERS UdeC (desde el 2001 a la fecha).
Acerca del Programa de Estudios sobre la Responsabilidad Social, coopero desde la Psicología Educacional a generar oportunidades para la equidad en el desarrollo. Además, se ha dedicado a investigar el comportamiento socialmente responsable, su desarrollo y educación. Siguiendo con su trabajo asistió al desarrollo socialmente responsable donde aporto en diferentes grupos de interés y avances en equilibrio, entre resultados sociales, económicos y ambientales, desarrollo que destaca por su transversalidad de género en la gestión y las políticas para facilitar el ajuste en familia-trabajo en hombres y mujeres.
Referente a los proyectos MECESUP obtuvo los recursos para avanzar en el estudio y ejercicio de la responsabilidad social y se correspondió dirigir a seis y cuatro universidades respectivamente.
Desde el Programa Psicoeducativo de Enriquecimiento Extracurricular Talentos UdeC ha contribuido a la equidad de la educación en la Región del Biobío y Región de Ñuble. Presentó una oportunidad en el ámbito educativo, complementaria a la educación regular, para potenciar el desarrollo del talento académico y la integración socioemocional, a más de 1500 niños, niñas y adolescentes.
Es un programa autofinanciado, desde el cual ha complementado el currículum escolar con contenidos y actividades específicas, para contribuir y satisfacer las necesidades educativas especiales de los niños con potencial de talento académico, con actividades que contribuyan a actualizar al máximo posible su potencial en todas las áreas del desarrollo, a desarrollar o mantener en ellos el compromiso con los demás, así como también, la motivación y comportamientos necesarios para que en el futuro, lideren en el campo social, político y científico. Los resultados de este Programa, que fue confirmado con el proyecto Fondecyt N°1100260, el cual demuestran efectos positivos en el ámbito cognitivo-académico; en el desarrollo personal y en la convivencia social de los niños/as y jóvenes con potencial de talento académico participantes.
Los resultados muestran un efecto importante en el aprendizaje académico de los coordinadores estudiantiles (estudiantes de pregrado que colaboran) así como en las competencias genéricas que integran el modelo educativo.

## Premios
Diseño a partir de resultados de investigación cuali-cuantitativa un modelo de gestión de la responsabilidad social para la Universidad de Concepción, que condujo hasta el año 2018, con el que obtuvo el premio Cidere Biobío en coherencia valórica y a tener el reconocimiento Telescopi de práctica en gestión de responsabilidad social, el año 2018.

## Libros
González, M., Maluenda, J. y G. Navarro, "Experiencias de la formación de competencias genéricas en educación superior: Casos basados en el conocimiento construido en la Universidad de Concepción, Chile", Ed. Sello Editorial Universidad de Concepción, Concepción, Chile, 2015.